# Grandes negocios
Los Grandes Negocios son corporaciones a grande escala que controlan actividades financieras o de negocios. Como término, se utiliza normalmente para describir actividades que van desde "transacciones grandes" a lo más general "haciendo grandes cosas." El concepto surgió por primera vez en un sentido simbólico a partir de 1880 en relación con el movimiento combinado que comenzó en los negocios estadounidenses en ese momento. Las corporaciones de Estados Unidos que entran en la categoría de "grandes negocios" incluye ExxonMobil, Wal-Mart, Google, Microsoft, Apple, General Electric, General Motors, Citigroup, Goldman Sachs y JPMorgan Chase. Las mayores corporaciones alemanas incluyen Daimler AG, Deutsche Telekom, Siemens y Deutsche Bank. Entre las empresas más grandes en el Reino Unido se encuentran HSBC, Barclays, WPP plc y BP.

La segunda mitad del siglo XIX vio más avances tecnológicos y el crecimiento de las empresas en otros sectores como el petróleo, maquinaria, químicos, y equipos electrónicos. (Ver Segunda Revolución Industrial.)

## Principios delsigloXX
La industria automotriz comenzó modestamente en el siglo XIX, pero creció rápidamente tras el desarrollo a gran escala de la producción de gasolina a principios del siglo XX.

## Posterior a la Segunda Guerra Mundial
El período relativamente estable de la reconstrucción después de la Segunda Guerra Mundial llevó a nuevas tecnologías (algunas de las cuales eran spin-offs de los años de la guerra) y nuevos negocios.

### Computadoras
La nueva tecnología de computadoras se propagó mundialmente en los años de la posguerra. Los negocios se construyeron alrededor de la tecnología informática incluyendo: IBM, Microsoft, Apple Inc. e Intel.

### Electrónicos
La miniaturización y circuitos integrados, junto con una expansión de la radio y las tecnologías de la televisión, proporcionó un terreno fértil para el desarrollo de los negocios. Los negocios electrónicos incluyen JVC, Sony (Masaru Ibuka y Akio Morita), y Texas Instruments (Cecil H. Green, J. Erik Jonsson, Eugene McDermott, y Patrick E. Haggerty).

### Energía
La energía nuclear fue agregada a los combustibles fósiles como la principal fuente de energía.

## Crítica a los grandes negocios
Las consecuencias sociales de la concentración del poder económico en manos de las personas que controlan los "grandes negocios" ha sido una preocupación constante tanto para los economistas y políticos desde finales del siglo XIX. Varios intentos se han hecho para investigar los efectos de la  "grandeza" sobre el trabajo, los consumidores y los inversores, así como sobre los precios y la competencia. "Los grandes negocios" han sido acusados de una amplia variedad de delitos que van desde la explotación de la  clase trabajadora hasta la corrupción de los políticos y el fomento de la guerra.

### Influencia sobre el gobierno
La concentración empresarial puede conducir a la influencia sobre el gobierno en áreas como la política fiscal, política comercial, política medioambiental, política exterior y política laboral a través de lobbying. En el 2005 la mayoría de los estadounidenses creía que las grandes empresas tenían "demasiado poder en Washington".

### Derechos humanos y condiciones de trabajo
La industria alemana colaboró con el gobierno Nazi durante el Third Reich, explotando así a la clase obrera en interés de la productividad y la eficiencia.

La orden de Hitler ofreció a los capitalistas alemanes, gravemente afectados por la gran recesión, perspectivas de grandes ganancias. Trabajadores alemanes, sin duda, disfrutaron de pleno empleo, pero, como ha dicho William SChirer, este fue el costo de ser reducidos a servidumbre y salarios de miseria. No pasó mucho tiempo antes de que estas condiciones se convirtieran en la suerte de toda la ocupada Europa. 